# World of Warcraft
World of Warcraft (vaak afgekort als WoW) is een massively multiplayer online role-playing game (MMORPG). Het spel werd ontwikkeld en uitgebracht door Blizzard Entertainment. Blizzard Entertainment kondigde World of Warcraft aan op 2 september 2001 en bracht het spel op 23 november 2004 uit. Het is het vierde spel dat zich afspeelt in de fantasiewereld Warcraft. World of Warcraft vindt plaats binnen de wereld van Azeroth, ongeveer vier jaar na de gebeurtenissen van Warcraft III: The Frozen Throne.

## Plot
De leider van de Horde, Thrall, heeft zich gevestigd in het land Durotar, waar hij aan de Forsaken vraagt om zich aan te sluiten bij de Orcs, Tauren en de Trolls. Ondertussen hebben Dwarves, Gnomes en de oude Night Elves zich aangesloten bij de Alliance, geleid door het rijk van de Humans in Stormwind.
De Titans, die zich The Pantheon noemen, hebben sinds het begin van het universum gevochten tegen al het kwaad. The Pantheon heeft Azeroth volledig hersteld in vrede en orde. Om de vrede en orde te behouden op de planeet hebben ze vijf Dragon Aspects (leiders) uitgekozen. Deze leiders zijn Alexstrasza, leider van de Red Dragonflight, Ysera, leider van de Green Dragonflight, Nozdormu, leider van de Bronze Dragonflight, Malygos, leider van de Blue Dragonflight en Neltharion (ook bekend als Deathwing), de leider van de Black Dragonflight.
De droom van Neltharion was om de wereld te laten leiden door de Black Dragonflight. Hij kwam op het idee om van elk lid van de Dragonflights de helft van hun kracht in een Demon Soul (of Dragon Soul) te plaatsen, en die te gebruiken om Azeroth over te nemen. Neltharion heeft nooit zijn krachten gedeeld in de Demon Soul, waardoor hij de krachtigste was van alle vijf. Neltharion probeerde het machtige voorwerp te stelen, maar door de immense kracht van het artefact brak zijn borstkas open en raakte hij gewond, waarna hij onderdook in Deepholm. Ondertussen bleef de zoon van Neltharion, Nefarian, samen vechten met Onyxia voor een wereld waarin alleen zij leiders konden zijn. De Black Dragon Onyxia vermomde zich als menselijke edelvrouw.
Diep in het hart van de vurige berg Blackrock Mountain experimenteerde de Black Dragon Nefarian met het bloed van andere draken. Zijn wil was om de hele regio voor zichzelf te hebben, dus zorgde hij ervoor dat de resterende Dark Horde, die in Azeroth gevangen waren, hun schurkenleger Nefarian zouden aanbidden. De Dark Horde zijn corrupte Orcs, Trolls en andere rassen die hebben gestreden tegen de Firelord Ragnaros en de schimmige Dark Iron Dwarves, voor de controle van de Blackrock Mountain. Voordat Nefarian was verbannen uit de wereld van Azeroth, had Nefarian een leger gemaakt dat krachtig genoeg was om Azeroth te vernietigen. Nadat hij was teruggekeerd in Azeroth, vestigde hij zich in Blackwing Lair om te wachten op zijn vijand om zijn vader te wreken.

## Gameplay

Eastern Kingdoms in World of Warcraft met de hoofdsteden.

Kalimdor in World of Warcraft met de hoofdsteden.

Zoals bij andere MMORPG's controleren spelers hun eigen personage, avatar, in een third of first-personwereld. Men ontdekt nieuwe landschappen, vecht tegen verschillende monsters, voltooit quests en communiceert met non-player characters (NPC's) of andere spelers. Wat ook gemeenschappelijk is bij MMORPG's, is dat men maandelijks moet betalen voor World of Warcraft. Het spel is ook Free-to-play verkrijgbaar waarbij veel functies niet mogelijk zijn.
Om het spel te betreden, moet een speler eerst een server kiezen. Deze servers worden realms genoemd. In elke realm zitten andere spelers; er zijn vier verschillende typen:
- PvP (Player versus Player; speler tegen speler) houdt in dat de speler altijd aangevallen kan worden door spelers van de andere factie, behalve in thuisgebieden van de speler zijn eigen factie.
- PvE (Normal) (Player versus Environment; speler tegen omgeving) houdt in dat PvP alleen mogelijk is als de speler in een van de gebieden is van de andere factie of als de speler zelf PvP heeft aangezet voor zijn personage.
- Een RP (Roleplay) server is wat dit betreft hetzelfde als een PvE-server, maar het heeft iets anders erbij: de speler wordt geacht zich te gedragen zoals het personage dat ook zou doen.
- Een RP-PvP-server is een roleplayingserver met het PvP-systeem geactiveerd.

Realms zijn ook ingedeeld in verschillende talen. In World of Warcraft is het mogelijk een taalpakket te installeren waardoor het spel in een andere taal kan worden bespeeld.

### Gameplay
Alvorens met het spel te beginnen, dient de speler een keuze te maken tussen de twee rivaliserende volkeren (Horde en Alliance). Nadien kan de speler zijn ras en klasse kiezen. Vervolgens kan de speler met verschillende opties zijn personage ontwikkelen. Zodra dit gebeurd is, kan er worden gekozen tussen verschillende talenten en vaardigheden om het personage nog verder te ontwikkelen. Ook kunnen personages verschillende beroepen uitoefenen. De speler kan kiezen tussen tien verschillende primaire beroepen: alchemy, herbalism, skinning, leatherworking, mining, blacksmithing, jewelcrafting, tailoring, enchanting en inscription. Van deze beroepen kan een speler er maximaal twee kiezen. Vaak wordt een beroep waarmee materialen kunnen worden verzameld gecombineerd met een beroep waarmee goederen kunnen worden vervaardigd. Daarnaast is het mogelijk de vier secundaire beroepen uit te oefenen (Fishing, Cooking, First Aid en Archeology). Hierin hoeft geen keuze te worden gemaakt. Personages kunnen lid worden van guilds (een spelersgroep), waarbij er ook een chatkanaal aanwezig is dat alleen voor de guild-leden toegankelijk is. Door lid te worden van een guild kan men het logo van de guild dragen op zijn tabard, toegang krijgen tot de bank van de guild en samen groeperen in dungeons (kerkers).
Een groot deel van World of Warcraft bestaat uit het voltooien van quests. Deze quests, ook wel taken of missies, zijn beschikbaar bij NPC's (non-player character). Door quests te voltooien, krijgt de speler meer experience (ervaringspunten), waardoor hij een hoger level kan bereiken en een beloning van geld en voorwerpen. In het spel geven quests toegang tot het ontdekken van nieuwe gebieden. Het verhaal wordt ook voor een groot deel door quests verteld. De meeste quests bestaan uit het doden van verschillende monsters, het lokaliseren en verzamelen van objecten, contact maken met andere NPC's, het bezoeken van specifieke locaties, interactie met objecten in de wereld, of het leveren van een voorwerp.
Terwijl een personage alleen wordt gespeeld, kan men ook groeperen en het spel uitdagender maken. In deze groepen vervullen de verschillende klassen ieder hun eigen rol en vullen elkaars eigenschappen en vaardigheden aan. In dungeons en raids spelen de spelers samen om zo de moeilijkste uitdagingen te voltooien. De “end-game” van het spel kan alleen zo worden voltooid. Zodra men sterft, wordt de speler een spook, of een whisp voor een Night Elf, op een kerkhof. Vandaar uit moet de speler zijn eigen lichaam terugvinden om weer tot leven te komen.
World of Warcraft bestaat uit verschillende mechanismen voor player versus player (PvP). Als men op een player versus environment (PvE) speelt, kan de speler er zelf voor kiezen of een tegenovergestelde factie hem kan aanvallen. Bij een PvP-server staat het iedereen vrij een ander aan te vallen wanneer hij maar wil. Er bestaan verschillende battlegrounds waar iedereen elkaar kan aanvallen. De manier om battlegrounds te winnen is door de vijandige vlag naar het factiekamp van de speler te brengen of door gebouwen te bezitten. Door het doden van tegenstanders of het winnen van een battleground kan de speler Honor Points (eerpunten) verdienen. Deze zijn nodig om PvP-gear, het materiaal dat de speler draagt voor een PvP-gevecht, te kunnen kopen. Ook de verliezers krijgen punten, maar deze zijn minder dan de winnaars.

### Instellingen
World of Warcraft speelt zich af in hetzelfde universum als de real-time strategy-serie Warcraft en heeft dezelfde architectuur, verhalen en personages. Het werk van J.R.R. Tolkien heeft een grote bijdrage geleverd aan fictieve wezens in World of Warcraft en de structuur van landschappen en gebouwen. Ook zijn in het spel verwijzingen naar werk van andere schrijvers als H.P. Lovecraft en Ernest Hemingway te vinden. Daarnaast zijn invloeden van diverse culturen en mythologieën zoals de Griekse, Egyptische en Noorse, en religies als taoïsme en voodoo terug te zien. Verder bevat het spel vele verwijzingen naar bekende personen en personages zoals Paris Hilton en Indiana Jones. 
World of Warcraft speelt zich af in een 3D-weergave van het Warcraft universum waarbij spelers met elkaar kunnen communiceren door middel van hun personages. De wereld bestond eerst uit twee continenten, Kalimdor (westen) en Eastern Kingdoms (oosten). Later kwamen er met de uitbreidingen nieuwe werelden en continenten bij, namelijk Outland (The Burning Crusade), Northrend (Wrath of the Lich King), Pandaria (Mists of Pandaria), The Broken Isles (Legion), The Maelstrom (Cataclysm), Kul Tiras en Zandalar (Battle for Azeroth). Als spelers nieuwe locaties verkennen krijgen ze toegang tot sneller vervoer door het land. Dit noemt men Flight Masters (vluchtmeesters) waarbij spelers voor een kleine prijs naar de gekozen locatie worden gebracht. Ook kunnen spelers gebruikmaken van boten, zeppelins of portalen om van het ene continent naar het andere te geraken. Vanaf een bepaald level is het mogelijk zelf een eigen vervoermiddel, een zogeheten mount, te berijden. Zodra het level 60 is bereikt kunnen spelers een Flying Mount (vliegend vervoer) gebruiken als vervoermiddel. Alhoewel de wereld van World of Warcraft van dag tot dag hetzelfde blijft, zijn er wel seizoensgebonden gebeurtenissen, zoals Halloween, Kerstmis, Kinderweek, Pasen, enzovoort. Ook maakt het spel gebruik van het weer en klimaat, zoals regen, sneeuw en zandstormen.
Tevens zijn er een hoop functies beschikbaar wanneer de personages in steden of dorpen zijn. In elke grote stad kunnen personages een bank gebruiken waar men voorwerpen in kan bewaren. Elke personage heeft een eigen persoonlijke bank. De opslag is beperkt en er is een mogelijkheid de opslagruimte te vergroten. Daarnaast hebben ook guilds een bank, alleen beschikbaar voor de leden van de guild. De leider kan kiezen of een aantal spelers volledige toegang heeft of beperkte toegang. Auction Houses zijn ook voor alle spelers toegankelijk waar ze items kunnen kopen of verkopen, vergelijkbaar met een veiling. Daarnaast zijn er Mailboxen (brievenbussen) die te vinden zijn in elk dorp.
Sommige uitdagingen in World of Warcraft kunnen alleen voltooid worden als spelers in groepen spelen. De meestvoorkomende uitdagingen zijn dungeons, ook wel bekend als Instances. Deze kunnen worden betreden met een groep van maximaal 5 spelers. Dungeons zijn verspreid over de hele spelwereld en zijn gemaakt voor personages met een andere progressie in levels en opdrachten. Soms zijn er meer spelers nodig en dan noemt men de Instance een raid.

## Ontwikkeling
World of Warcraft werd in september 2001 op de European Computer Trade Show aangekondigd door Blizzard Entertainment. Het spel werd uitgebracht in 2004, waardoor de ontwikkeling ongeveer 4 tot 5 jaar heeft geduurd, inclusief de langdurige testen. De 3D graphics in World of Warcraft gebruikt elementen van de vorige graphische engine die ook werd gebruikt in Warcraft III. Het spel is zo ontwikkeld dat spelers kunnen doen wat ze willen en waar ze willen. Quests zijn optioneel en zijn gemaakt als een handleiding voor spelers om zo de omgeving te verkennen en om spelers over alle zones van het spel te verspreiden om zo "Player Collision", een term gebruikt door de makers, te vermijden. Dit betekent dat er veel spelers zijn op 1 plek of zone waardoor het systeem de zovele bewegingen (FPS) van alle personages en gebeurtenissen niet meer aankan waardoor er een lag ontstaat of een crash. De interface van het spel laat spelers toe zelf veranderingen te brengen aan de interface door het installeren van Add-ons, controls aan te brengen en andere modificaties.
World of Warcraft draait op zowel Windows als OS X. De verschillende kopieën van het spel gebruikt een hybrid cd om zo het spel te installeren. Het spel laat alle gebruikers samen spelen, ongeacht hun besturingssysteem. Er is eigenlijk geen officiële versie voor een ander besturingssysteem. Via alternatieve implementaties van de Windows API (Wine en CrossOver) kan het spel worden gespeeld onder Linux en FreeBSD. Bovendien zorgt de Windows client voor een direct OpenGL rendering in Wine, zodat de prestaties hetzelfde zijn als bij Windows te zien is. Er is nog geen Linux client van het spel aangekondigd of uitgebracht door Blizzard, maar in januari 2011 heeft een IT journalist, Michael Larabel, aangegeven in een Phoronix artikel dat een interne linux client zou kunnen bestaan, maar niet wordt vrijgegeven vanwege de niet-standaardisatie van de linux distro ecosysteem.

### Regionale verschillen
In de Verenigde Staten, Canada en Europa distribueert Blizzard World of Warcraft via softwarepakketten. De softwarepakketten omvat 30 speeldagen zonder kosten. Om verder te kunnen spelen nadat de 30 dagen om zijn, moet er speeltijd gekocht worden door gebruik van een kredietkaart of prepaid game cards. Het minimum dagen dat er kan worden gespeeld met gebruik van een kredietkaart is 30 en met prepaid game cards 60 dagen. In Australië, de Verenigde Staten en veel Europese landen worden de proefversies van World of Warcraft in stock gebracht in dvd-formaat, zonder limiet op de speeltijd maar voor maximaal 20 levels. Als een speler verder wilt levelen zal men een upgrade moeten maken door het spel te volledig te kopen.
In Brazilië werd World of Warcraft uitgebracht op 6 december 2011 via BattleNet. De eerste drie uitbreidingen zijn volledig vertaald, inclusief stemmen, in het Braziliaans-Portugees. In Zuid-Korea is er geen software of cd-code nodig om het spel te activeren. 
Omdat in China een groot aantal van de spelers zelf niet over een computer beschikken om het spel te kunnen spelen, kunnen de cd-codes, die nodig zijn om een account te maken, apart worden gekocht.  De Chinese overheid en NetEase, de licentiehouder voor World of Warcraft in China, brachten een verandering in het spel voor de Chinese versie waarbij vlees en botten en skeletten en dode personages veranderd zijn in kleine graven. Deze verandering werd gebracht door de Chineese overheid voor het promoten van "een gezond en harmonisch online game omgeving" in World of Warcraft. Wrath of the Lich King werd door deze regel lang uitgesteld en kwam pas op 31 augustus 2010 uit, bijna 2 jaar na de uitkomst in de westerse wereld.

### Uitbreidingen
Sinds 2004 zijn er diverse malen uitbreidingen voor World of Warcraft uitgebracht. Spelers zijn niet verplicht uitbreidingen te kopen om verder te spelen, maar de uitbreidingen maken het spelers mogelijk om hun personage te levelen en nieuwe zones te ontdekken. Personages kunnen de nieuwe zones zonder uitbreidingspakket niet betreden. De eerste uitbreiding van het spel was The Burning Crusade, dat werd uitgebracht op 16 januari 2007. Bijna 2 jaar later, op 13 november 2008, werd de tweede uitbreiding uitgebracht: Wrath of the Lich King. Deze uitbreiding is vooral gericht op de gebeurtenissen van Warcraft III: The Frozen Throne. De derde uitbreiding is Cataclysm, die werd uitgebracht op 7 december 2010. De vierde uitbreiding, Mists of Pandaria, werd op 21 oktober 2011 door Chris Metzen aangekondigd op BlizzCon 2011. Het spel kwam uit op 25 september 2012. Op vrijdag 8 november 2013 kondigde  Chris Metzen aan dat de vijfde uitbreiding van het spel Warlords of Dreanor zou zijn. Het spel kwam uit op donderdag 13 november 2014. De zesde uitbreiding, Legion, werd aangekondigd op 6 augustus 2015 op Gamescom 2015 en kwam uit op 30 augustus 2016. Op 4 november 2017 werd Battle for Azeroth, de zevende uitbreiding, aangekondigd die op 14 augustus 2018 uitgebracht zou worden. Ook werd op 4 november 2017 World of Warcraft: Classic aangekondigd, een nieuwe uitgave van het oorspronkelijke spel. Classic kwam uit op 26 augustus 2019. Op 1 november 2019 werd op Blizzcon 2019 Shadowlands aangekondigd. Deze achtste uitbreiding zal in de loop van 2020 uitgebracht worden.

### Muziek
De soundtrack voor World of Warcraft werd gecomponeerd door Jason Hayes, Tracy W. Bush, Derek Duke en Glenn Stafford en kwam uit op 23 november 2004, samen met de verzamelaarseditie van het spel. Een en ander wordt ook afzonderlijk verkocht op één cd in MP3-formaat.
| Nr. | Titel                    | Duur |
| --- | ------------------------ | ---- |
| 1.  | Legends of Azeroth       | 2:40 |
| 2.  | The Shaping of the World | 2:24 |
| 3.  | Legacy                   | 2:25 |
| 4.  | Song of Elune            | 2:13 |
| 5.  | Echoes of the Past       | 1:53 |
| 6.  | A Call to Arms           | 2:18 |
| 7.  | Seasons of War           | 2:57 |
| 8.  | Stormwind                | 2:14 |
| 9.  | Orgrimmar                | 2:14 |
| 10. | The Undercity            | 2:27 |
| 11. | Thunder Bluff            | 2:35 |
| 12. | Darnassus                | 2:44 |
| 13. | Ironforge                | 2:14 |
| 14. | Elwynn Forest            | 3.03 |
| 15. | Duskwood                 | 6.01 |
| 16. | Dun Morogh               | 7:30 |
| 17. | Burning Steppes          | 2:26 |
| 18. | Shimmering Flats         | 4:07 |
| 19. | Felwood                  | 2:37 |
| 20. | Stranglethorn Vale       | 4:12 |
| 21. | Tanaris                  | 4:31 |
| 22. | Teldrassil               | 3:55 |
| 23. | Tavern                   | 1:13 |
| 24. | Moonfall                 | 0:48 |
| 25. | Ruins                    | 1:16 |
| 26. | Temple                   | 1:03 |
| 27. | Lurking                  | 1:00 |
| 28. | Sacred                   | 1:10 |
| 29. | Graveyard                | 1:07 |
| 30. | War                      | 0:49 |

Op 12 januari 2011 produceerde Alfred Publishing een officieel gelicenseerde bladmuziek serie voor zangers, pianistten, strijkers en andere instrument, namelijk World of Warcraft Sheet Music Anthology. Het werk bestaat uit vier pagina's van inbare kunstwerken en verschillen per aantal nummers dat is opgenomen.

## Ontvangst
| Recensiescore       | Recensiescore       |
| Recensieverzamelaar | Score               |
| ------------------- | ------------------- |
| GameRankings        | 91,89% (67 reviews) |
| Metacritic          | 93 (57 reviews)     |
| Publicist           | Score               |
| 1UP.com             | A+                  |
| Eurogamer           | 8/10                |
| Game Informer       | 9,5/10              |
| GameSpot            | 9,5/10              |
| GameSpy             | 5/5                 |
| GamesRadar+         | 4,5/5               |
| IGN                 | 9,1/10              |

World of Warcraft was het bestverkochte spel in 2005 en 2006. Op 22 januari 2008 heeft het spel meer dan 10 miljoen abonnees wereldwijd, met ongeveer 2 miljoen abonnees in Europa, meer dan 2,5 miljoen in Noord-Amerika en ongeveer 5,5 miljoen in Azië. In 2010 had World of Warcraft het meeste succes en in oktober had het spel meer dan 12 miljoen abonnees. Maar in augustus 2014 was aantal abonnees dubbel gedaald met ongeveer 6,8 miljoen abonnees. Door de opkomende uitbreiding van Warlords of Draenor die op 14 november uitkomt, steeg het aantal abonnes met 600.000 op 30 september.
Met de komst van Warlords of Draenor steeg het aantal abonnees van 7,4 miljoen naar 10 miljoen.
Blizzard Entertainment heeft op 28 januari 2014 aangekondigd dat er 100 miljoen accounts zijn gemaakt sinds het bestaan van het spel.

### Prijzen
World of Warcraft won volgende prijzen van critici:
- Best Game of the Year Award (2005)
- Best PC Game of the Year (2005)
- Best Massively Multiplayer Online Game (2005)
- Editor's Choice Award (2005)
- Best Role-Playing (RPG or MMORPG) (2005)
- PC RPG / MMORPG Gamers' Choice Awards (2005)
- Special Achievement in Art Direction (2005)
- Editor's Choice Award (2005)
- Best Persistent World Game (2005)
- Editor's Choice Award (2005)
- Best PC RPG (2005)
- Best Massively Multiplayer Game (2005)
- Best of Show (E3 2003) - Wargamer
- Best Persistent Online Title (E3 2003)
- Runner up for Best Graphics (E3 2003)

## Systeemvereisten
Microsoft Windows:
| Minimale vereisten |                                                                      |
| Besturingssysteem  | Windows XP, Windows Vista, Windows 7, Windows 8 en Windows 8.1       |
| Processor          | Intel Core 2 Duo E6600 AMD Phenom X3 8750                            |
| Werkgeheugen       | 2 GB RAM (1 GB voor Windows XP)                                      |
| Videokaart         | NVIDIA GeForce 8800 GT, ATI Radeon HD 4850 of Intel HD Graphics 3000 |
| Vrije opslagruimte | 35 GB                                                                |

| Aanbevolen vereisten |                                                     |
| Besturingssysteem    | 64-bit: Windows 7, Windows 8 en Windows 8.1         |
| Processor            | Intel Core i5 2400 of AMD FX 4100 of beter          |
| Werkgeheugen         | 4 GB RAM                                            |
| Videokaart           | NVIDIA GeForce GTX 470, ATI Radeon HD 5870 of beter |
| Vrije opslagruimte   | 35 GB                                               |

Mac OS X:
| Minimale vereisten |                                               |
| Besturingssysteem  | OS X 10.8.x (laatste versie)                  |
| Processor          | Intel Core 2 Duo                              |
| Werkgeheugen       | 2 GB RAM                                      |
| Videokaart         | NVIDIA GeForce 9600M GT of ATI Radeon HD 4850 |
| Vrije opslagruimte | 35 GB                                         |

| Aanbevolen vereisten |                              |
| Besturingssysteem    | OS X 10.9.x (laatste versie) |
| Processor            | Intel Core i5 of beter       |
| Werkgeheugen         | 4 GB RAM                     |
| Videokaart           | AMD Radeon HD 6750M of beter |
| Vrije opslagruimte   | 35 GB                        |

Daarnaast zijn er een paar vereisten die voor beide besturingssystemen nodig zijn:
- 35 GB beschikbare hardeschijfruimte
- Breedbandconnectie
- Toetsenbord en muis
- Minimumresolutie 1024 x 768

## Overig

### Positieve en negatieve invloed
Het spel kan goed zijn voor de talenkennis vanwege het samenspelen met spelers uit andere taalgebieden. Verder noemt de game-industrie computerspelen goed voor de reactiesnelheid, de computerkennis, de hand-oogcoördinatie, naast het vergroten van het doorzettingsvermogen.
Het spel World of Warcraft werkt gameverslaving of veelvuldig spelen in de hand. Dit komt door:
- Onmiddellijke behoeftebevrediging zoals sociaal contact, erkenning, status en prestige.
- Mogelijkheid om in een virtuele wereld te vluchten.
- Competitie met jezelf en anderen.
- Lang moeten spelen om het hoogste niveau te bereiken: minimaal 400 uur.
- Noodzaak om met anderen samen te werken om 'het kwaad' te verslaan.

### Trivia
- Het spel is opgenomen in het boek 1001 Video Games You Must Play Before You Die (2010) van Tony Mott.
- In 2005 ontving World of Warcraft de volgende prijzen tijdens de 2005 Spike TV Video Game Awards: Best PC Game, Best Multiplayer Game, Best RPG, en Most Addictive Game.[45]